# 道宣
道宣（どうせん、拼音: dào xuān、開皇16年4月8日（596年5月10日） - 乾封2年10月3日（667年10月25日））は、中国唐代の律宗の僧侶。南山律宗の開祖。

## 略歴
俗姓は銭氏で、本貫は呉興郡烏程県（浙江省湖州市呉興区）（一説には晋陵郡丹徒県（江蘇省鎮江市丹徒区））。父は南朝陳の吏部尚書銭申で、隋に捕縛され、護送先の長安にて彼が誕生した。字は法遍、澄照、法慧と諡された。
16歳の時に日厳寺にて出家し智頵律師に学んだ。大業年間（605年 - 617年）、20歳の時に大禅定寺で具足戒を受け、同寺の智首について律を学び、禅観も修めた。その後、各地に遊学し、武徳7年（624年）に終南山（南山）の浄業寺に住んで、講学と著述に励んだ。また、戒律の異本を渉猟して再び遊方に赴き、貞観9年（635年）には、律宗中の相部宗の祖である法礪のもとで学んだ。
貞観16年（642年）に南山に戻り、貞観19年（645年）に玄奘が帰朝すると、長安の弘福寺の訳場に招かれた。
永徽3年（652年）に、高宗の勅命によって西明寺が創建されると、上座に招かれた。同寺で『四分律』の注釈の執筆など、律の研究に没頭した。このことから後世の人々から南山律師と呼ばれるようになった。
乾封2年（667年）に亡くなり、唐の懿宗が咸通10年（869年）に澄照大師号を追贈した。
道宣の弟子は千人を数え、その教えを拡大させ、南山宗は一世を風靡し、現在の中国の僧侶も彼の四分律を学んでいる。法席を嗣いだのは周秀である。また、弟子の文綱系統からは鑑真が出ている。

## 著書
道宣の著作は非常に多く、大別すると、以下の分野に分かれる。（35部188巻）

### 律に関するもの
律に関しては、『四分律刪繁補闕行事鈔』、『四分律刪補随機掲磨疏』、『四分律比丘含注戒本疏』、『四分律比丘尼鈔』、『四分律拾毘尼義鈔』のいわゆる南山宗五大部がある。
その他にも『教誡新学比丘行護律儀』や『関中創立戒壇図経』がある。

### 仏教史に関するもの
中国仏教史に関しては、『続高僧伝』や『広弘明集』があり、いずれも名著とされる。
その他には『釈迦方誌』や『妙法蓮華経弘伝序略義』がある。

### 経典目録に関するもの
経録に関しては、『大唐内典録』、『続大唐内典録』がある。

### その他
その他には『浄心誡観法』がある。

## 逸話
唐の高宗が僧侶に対して、皇帝や親に対して跪拝するよう勅命を出した際、道宣は弟子と共にこれに反対し、ついに撤回させたことがある。

## 伝記資料
- 『宋高僧伝』巻14